# Night of the Stormrider
Night of the Stormrider (с англ. «Ночь грозового всадника») — второй студийный альбом американской группы Iced Earth, выпущенный в 1992 году на лейбле Century Media Records.
Night of the Stormrider записан с новым вокалистом Джоном Грили, пришедшим на смену Джину Адаму, подсадившему голос из-за курения, но отказавшемуся взять уроки вокала и исправить положение.

## Список композиций
| №  | Название            | Текст песни  | Музыка                    | Длительность |
| -- | ------------------- | ------------ | ------------------------- | ------------ |
| 1. | «Angels Holocaust»  | Jon Schaffer | Schaffer                  | 4:53         |
| 2. | «Stormrider»        | Schaffer     | Randall Shawver, Schaffer | 4:47         |
| 3. | «The Path I Choose» | Schaffer     | Shawver, Schaffer         | 5:54         |
| 4. | «Before the Vision» | Schaffer     | Shawver, Dave Abell       | 1:35         |
| 5. | «Mystical End»      | Schaffer     | Schaffer                  | 4:44         |
| 6. | «Desert Rain»       | Schaffer     | Schaffer, Abell           | 6:56         |
| 7. | «Pure Evil»         | Schaffer     | Shawver, Schaffer         | 6:33         |
| 8. | «Reaching the End»  | Schaffer     | Schaffer                  | 1:11         |
| 9. | «Travel in Stygian» | Schaffer     | Schaffer                  | 9:32         |

## Участники записи
- Джон Грили — вокалист
- Рэндалл Шавер — соло
- Джон Шаффер — Лидер-вокал в песне Stormrider, ритм-гитара, бэк-вокал, продюсер
- Дэйв Эйбелл — бас-гитара
- Ричи Сеччиари — ударные

Приглашённые музыканты
- Роджер «The Hammer» Хафф — клавишные